# История почты и почтовых марок Ирана
История почты и почтовых марок Ирана включает описание развития почтовой связи в Иране, государстве в юго-западной Азии, на Среднем Востоке, со столицей в Тегеране. Иран входит в число стран — членов Всемирного почтового союза (с 1877), а его национальным почтовым оператором является компания Islamic Republic of Iran Post Co. («Почтовая компания Исламской Республики Иран»).

## Развитие почты

### Домарочный период
Почта Ирана является одной из самых древних в мире. В домарочный период на всей территории персидской империи работала древняя сеть курьеров.
В 1848—1896 годах проводимые в стране реформы затронули и почту, которая была реорганизована. В 1868 году сформировалась новая почтовая система.

## Выпуски почтовых марок

### Первые марки
Первые персидские почтовые марки были выпущены в 1868 году. Беззубцовые марки с изображением геральдического льва были напечатаны в Тегеране с изготовленных в Париже клише на поставленной Россией бумаге. В Париже были отпечатаны пробные марки с зубцовкой четырёх номиналов, без надписей с указанием номинала арабским шрифтом. Почтовые марки были в обращении только в Тегеране, Казвине, Зинджане и Тебризе.

### Последующие выпуски
В 1875—1876 году марки были перевыпущены с обозначением номинала арабскими цифрами, и только в 1881 году на почтовых марках появилась надпись фр. «Postes Persanes» («Персидская почта»).
В 1900—1925 годах в связи с волнениями в Иране было эмитировано значительное количество различных почтовых марок с надпечатками, а также в обращении был ряд местных выпусков. Так, в октябре 1925 года вышла серия гербовых марок с надпечатками на персидском языке «Временное правительство Пехлеви. 31 октября 1925».
Начиная с 1925 года почтовые марки стали выпускаться более упорядоченно.
В 1926 году в обращении появилась новая серия стандартных почтовых марок с портретом нового шаха.
Первые памятные марки вышли в почтовое обращение в 1915 году по случаю коронации шаха Ахмеда, всего в серию входили 17 марок. Следующие памятные марки появились в октябре 1925 года. Вышедшая в 1935 году третья серия памятных марок была посвящена десятилетию правления шаха.
Надпись «Postes Persanes» («Персидская почта») оставалась на почтовых марках с 1876 года по 1935 год. В 1935 году в связи с переименованием страны на почтовых марках была выполнена надпечатка текста: «Postes Iraniennes» («Иранская почта») на стандартных марках.
Первые почтовые блоки были выпущены в 1938 году и посвящались 60-летию шаха, это были 10 блоков с зубцами и без зубцов.

### Тематика
Тематика иранских почтовых марок разнообразна: серии почтовых марок посвящались ученому и врачу Ибн Сине, философу Аль-Фараби, поэтам Саади и Рудаки, персидскому искусству, национальным видам спорта, 2500-летию персидского государства и другим темам.
С 1965 года в Иране издаются новогодние марки. Они содержат изображения иранской флоры и фауны, но Новый год здесь празднуют по иранскому солнечному календарю, отмечая его 21—22 марта.

## Другие виды почтовых марок

### Заказные
После введения в 1909 году платы за использование заказного ярлыка в размере 1 шахи в марте—июне того же года в отдельных почтовых отделениях заказные ярлыки использовались в качестве почтовых марок.

### Газетные
В 1908 году после введения оплаты доставки газет на почтовых марках выпуска 1907 года была сделана надпечатка на французском и персидском языках слова «Печатное». Аналогичная надпечатка была выполнена в 1909 году также на вертикальных парах заказных ярлыков, которые стали применяться как газетная марка номиналом в 2 шахи.

### Авиапочтовые
В 1927 году были эмитированы первые авиапочтовые марки, представлявшие собой надпечатку контура самолета и надписи на персидском и французском языках «Авиапочта» на почтовых марках выпуска 1909 года. В 1928 году были выпущены ещё две серии авиапочтовых марок, которые представляли собой такую же надпечатку на гербовых марках. Наконец в 1930 году увидела свет серия из 17 авиапочтовых марок оригинальных рисунков.
В 1935 году вследствие переименования страны на авиапочтовых марках была сделана надпечатка текста: «Iran» («Иран»).

### Служебные
Служебные марки были напечатаны в 1881 году в Вене, но так и не поступили в почтовое обращение. В 1902 году на марках была сделана надпечатка «Service», они вышли в обращение и использовались до 1913 года, после чего надпечатку стали делать на французском и персидском языках. С 1941 года производится выпуск служебных марок оригинальных рисунков.

### Посылочные
Посылочные марки стали использоваться с 1909 года. На первой выпущенной в 1909 году марке была надпечатка «Colis postaux» («Почтовая посылка»). В 1915 году такая же надпечатка была сделана на памятной серии в честь коронации шаха. В 1909—1910 годах такая надпечатка делалась на стандартных почтовых марках. В связи с тем, что надпечатка производилась уже после наклейки марки на посылку, такие марки известны только гашеными.
Посылочные марки оригинальных рисунков появились в обращении только в 1958 году. На их оборотной стороне стоит надпечатка «Iran» («Иран»).

### Доплатные
В 1904 году на почтовых марках выпуска 1903 года была сделана надпечатка на персидском и французском языках «Тахе» (Доплата), и они стали применяться как доплатные марки. Известны только гашёные марки.

### Почтово-налоговые
В период с 1918 года по 1956 год в Иране выпускались почтово-налоговые марки, предназначавшиеся для взыскания налога на почтовые отправления. В 1918—1920 годах в Тебризе, Тегеране, Реште и ряде других городов также выпускались местные почтово-налоговые марки.

## Местные выпуски

### Бушир
В 1921 году в Бушире на почтовых марках выпуска 1911 года была сделана ручным способом надпечатка фиолетового цвета новых номиналов в 10 шахи (6 шахи и 1 кран), 12 шахи.

### Бушир и Шираз
Во время восстания 1916 года в районе Бушира и Шираза были выпущены почтовые марки выпуска 1915 года номиналом в 2 и 6 шахи с надпечаткой на арабском языке надписи «Национальный комитет 1335» (1335 соответствует 1916 году). В силу того, что персидская почта поддерживала почтовую связь с районами, охваченными восстанием, эти почтовые марки были признаны официальным выпуском. Известны также марки выпуска 1911 года с указанными надпечатками. Всего было выпущено 37 почтовых марок.

### Курдистан
В 1913 году в районах Курдистана (центр — Керманшах), занятых повстанческими отрядами сторонников низложенного шахиншаха Мохаммада Али-шаха, на почтовых марках выпуска 1911—1913 годов была сделана надпечатка на персидском языке имени шаха (Султан Мохаммад Али-шах Каджар) в рамке. Всего выпущено восемь почтовых марок. В негашеном виде марки в продажу не поступали. Известно множество фальсификатов.

### Мешхед
В 1902 году в Мешхеде вышла серия почтовых марок семи номиналов. Сами марки были напечатаны с медных клише, а их номиналы впечатывались вручную. Марки этого выпуска были без зубцов, но известны и с игольными проколами. Существует значительное число разновидностей и фальсификатов.

### Тебриз
В 1902 году в Тебризе на почтовых марках пяти номиналов из «Тегеранского выпуска» с надписью «Postes persanes» («Персидская почта»)[≡] была сделана надпечатка текста «Provisoire» («Временно»). На некоторых марках были сделаны перевернутые надпечатки. В 1906 году такая же надпечатка была выполнена на почтовых марках ещё шести номиналов.

### Тегеран
В 1902 году в Тегеране были эмитированы несколько серий почтовых марок, отпечатанных типографским способом, без зубцов. Дизайн почтовых марок представлял собой надпись на персидском и французском языках «Персидская почта» и номинал в прямоугольной рамке[^]. На них также делался оттиск контрольного штампа красного цвета, который на некоторых из них заменяла подпись генерального директора персидской почты.
В 1902—1903 годах на почтовой марке номиналом в 2 шахи была произведена надпечатка двух типов «PL Teheran» («Местная почта Тегерана»). Надпечатки выполнялись в красном, синем, чёрном и фиолетовом цвете. В 1909 году аналогичная надпечатка была сделана на почтовых марках номиналом в 1 и 2 шахи.
В 1903 году на почтовых марках выпуска 1902 года произведена синяя надпечатка изображения льва и надписи «Provisoire 1903» («Провизорий 1903»), также встречаются надпечатки чёрного цвета.

## Оккупационный выпуск
Во время оккупации (несмотря на нейтралитет Персии) британскими войсками Бушира в 1915 году на захваченных запасах иранских почтовых марок выпусков 1911 года и 1915 года была сделана надпечатка англ. «Bushire under British Occupation» («Бушир под британской оккупацией»). Они использовались преимущественно для оплаты гражданских почтовых отправлений и оставались в обращении до октября 1915 года. Всего было выпущено 29 почтовых марок.

## Иностранные почтовые отделения
На иранской территории в конце XIX — начале XX веков и даже раньше находились иностранные почтовые отделения.

### Британская почта
Английские почтовые отделения работали с XVIII века в Ширазе, Исфахане и Тегеране. Отделения почты Британской Индии функционировали с 1857 года по 1923 год в городах Бушир (с 1864), Бендер-Аббас, Линга, Джаск, Махоммера, Чаббар, Хенджам, Абадан, Ахваз. Почтовые марки Британской Индии использовались в них с 1864 года.

### Русская почта
В русских консульских почтовых отделениях, работавших в 1908—1918 годах в ряде городов северной Персии (Тегеран, Тебриз и других), использовались почтовые марки Российской империи.